# Хрушевець-Куплєнський
Хрушевець-Куплєнський (хорв. Hruševec Kupljenski) — населений пункт у Хорватії, в Загребській жупанії у складі міста Запрешич.

## Населення
Населення за даними перепису 2011 року становило 432 осіб.
Динаміка чисельності населення поселення:

## Клімат
Середня річна температура становить 10,23 °C, середня максимальна – 24,55 °C, а середня мінімальна – -6,47 °C. Середня річна кількість опадів – 968 мм.
| Клімат поселення                              | Клімат поселення | Клімат поселення | Клімат поселення | Клімат поселення | Клімат поселення | Клімат поселення | Клімат поселення | Клімат поселення | Клімат поселення | Клімат поселення | Клімат поселення | Клімат поселення | Клімат поселення |
| Показник                                      | Січ.             | Лют.             | Бер.             | Квіт.            | Трав.            | Черв.            | Лип.             | Серп.            | Вер.             | Жовт.            | Лист.            | Груд.            |                  |
| Середній максимум, °C                         | 5,84             | 7,95             | 12,30            | 16,73            | 21,47            | 24,55            | 23,89            | 23,28            | 19,32            | 14,30            | 8,37             | 4,55             |                  |
| Середня температура, °C                       | −0,3             | 1,78             | 6,14             | 10,58            | 15,31            | 18,38            | 20,10            | 19,47            | 15,51            | 10,49            | 4,56             | 0,74             |                  |
| Середній мінімум, °C                          | −6,47            | −4,36            | −0,02            | 4,40             | 9,14             | 12,22            | 16,28            | 15,67            | 11,70            | 6,69             | 0,76             | −3,06            |                  |
| Норма опадів, мм                              | 50               | 50               | 65               | 69               | 82               | 110              | 91               | 94               | 98               | 95               | 95               | 69               |                  |
| Середньомісячна швидкість вітру, м/с          | 1.60             | 1.80             | 2.20             | 2.10             | 2.00             | 1.80             | 1.80             | 1.60             | 1.55             | 1.60             | 1.70             | 1.69             |                  |
| Середньомісячна сонячна радіація, кДж/м²·день | 4081             | 6817             | 10452            | 14835            | 18948            | 20797            | 21564            | 18766            | 13842            | 8587             | 4505             | 3264             |                  |
| --------------------------------------------- | ---------------- | ---------------- | ---------------- | ---------------- | ---------------- | ---------------- | ---------------- | ---------------- | ---------------- | ---------------- | ---------------- | ---------------- | ---------------- |
| Джерело:                                      |                  |                  |                  |                  |                  |                  |                  |                  |                  |                  |                  |                  |                  |